# Mikov
Mikov je český výrobce nožů se sídlem v Mikulášovicích v okrese Děčín v Ústeckém kraji. Majitelem firmy a držitelem ochranné známky MIKOV je v současné době společnost Mikov, s.r.o.

## Historie nožířství v Mikulášovicích
Historie podniku sahá až do roku 1794, kdy v Mikulášovicích (tehdejším Nixdorfu) založil první výrobnu nožů a drobného zboží Ignaz Rösler. Ten se zde narodil 1. srpna 1765 a vyučil se kupcem. Původně vlastnil výrobnu stuh, ale spojil se s místním kovářským mistrem Antonem Weberem a společně začali v Mikulášovicích vyrábět nože a skalpely. Rösler se později osamostatnil a přes tvrdý nátlak zejména vídeňské konkurence továrnu předal svým synovcům Josefu Emanuelu Fischerovi, Franzi Fischerovi, Josefu Röslerovi a Aloisi Röslerovi. Firma se nadále rozvíjela a v Mikulášovicích pak vznikaly i další továrny na výrobu nožů. Na přelomu 19. a 20. století tyto továrny zaměstnávaly 2800 – 3000 dělníků a vyráběly nože hlavně pro export do evropských zemí, ale také do USA, Jižní Ameriky a Kanady.
Úspěchy Ignáze Röslera v na počátku 19. století vedly v Mikulášovicích i další podnikatele k zakládání nožířských podniků a brzy se jim začalo přezdívat "český Solingen". Největšího rozkvětu zdejší nožířský průmysl dosáhl v období před a po první světové válce. Za druhé světové války se Mikulášovice staly součástí III. říše a výroba nožů byla omezena, protože převládly zbrojní zakázky. K nožířství se zdejší továrny vrátily až po roce 1946.

## Historie firmy po roce 1948
Firma Mikov vznikla v roce 1955 jako národní podnik v severočeských Mikulášovicích sloučením zdejších závodů – továrny na výrobu nožů Sandrik a továrny na kancelářské potřeby Koh-i-noor. Název Mikov znamenal zkratku – MIKulášovický KOVoprůmysl. Před revolucí byl Mikov jedním z předních výrobců nožů (vedle např. KDS Sedlčany) a kancelářské techniky (vedle např. Koh-i-Noor) v tehdejším Československu a měl pobočné závody v řadě měst – Benešově nad Ploučnící, České Lípě, Slaném a Lipové. Po roce 1989 došlo k osamostatnění a privatizaci jeho jednotlivých závodů. Výroba nožů pod značkou Mikov a kancelářské techniky pod značkou KIN nyní pokračuje pouze v Mikulášovicích. Firma v roce 2005 zakoupila technologii výroby nožů ADLER MESSER včetně práva využívat tuto značku.
Během této doby se Mikov soustředil i na vývoj nových technologií a jeho pracovníci začali využívat nový způsob tepelného zpracování kovů podle československého patentu MARTFROST, kdy docházelo po kalení k hlubokému mražení čepelí nožů. Tato technologie se v současné doby již z ekologických důvodů nevyužívá.
Firma se v současné době angažuje i na poli ochrany přírody, zejména ochrany slonů. V roce 2015 proto vyřadila slonovinu ze svého sortimentu a vyzvala i další firmy, aby se zřekly používání i legální slonoviny.
V březnu 2017 došlo ve firmě ke změně vlastníka. Novým majitelem Mikova se stala firma Conmetron spol. s r.o., která byla v minulosti pobočným závodem státního podniku Mikov. Od října 2017 se obě firmy spojily v jednu, která nadále používá název Mikov.
Mikov v lednu 2019 zakoupil českého výrobce ručního nářadí a šroubováku Narex Bystřice.

## Výrobky

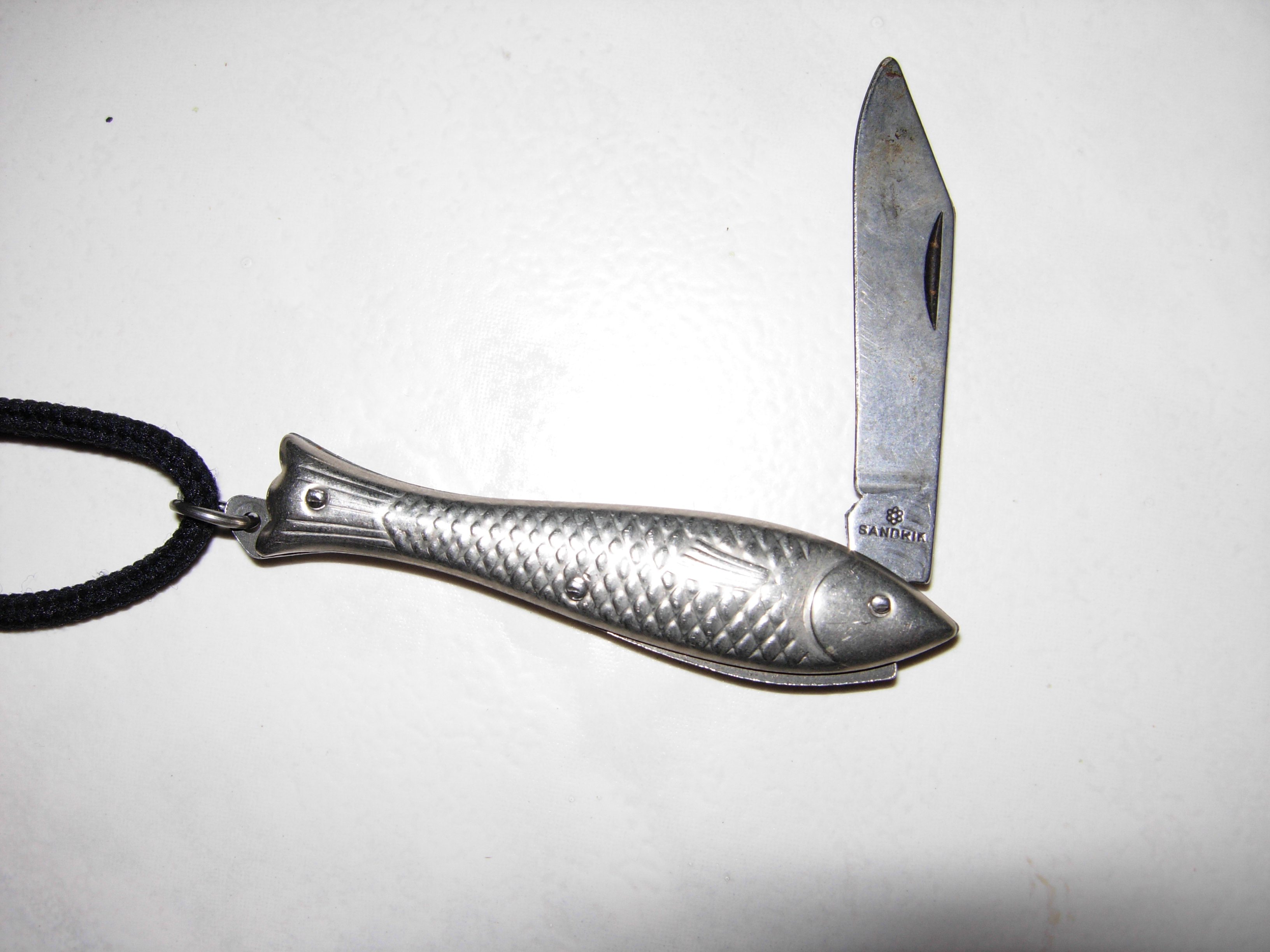
Populární kapesní nůž "rybička"

Mikov vyrábí především celý sortiment nožů – kapesní zavírací nože, lovecké nože, vyhazovací nože, pracovní nože, ale také kuchyňské, řeznické a sportovní nože. Kromě toho je výrobcem a dodavatelem sortimentu kancelářské techniky, drobného strojírenského materiálu a přípravků pro přesné stříhání a tlakové lití.

## Muzeum nožířské tradice
Firma Mikov pro to, aby zdůraznila svoji propojenost s historií regionu, otevřela 12. května 2012 přímo ve svém areálu Muzeum nožířské tradice, které postihuje vývoj nožířství v Mikulášovicích. Jsou zde vystaveny historické exponáty nožů, dobové fotografie a historické texty. Zajímavé jsou takzvané ukázkové nože, které sloužily jako prezentace řemeslného umění nožířů. Kromě toho jsou zde vystaveny i některé rarity, například 60 centimetrů velký zavírací nůž „rybička” vyrobený na zakázku jednoho sběratele nebo speciální kovaný nůž z damascenské oceli, vyrobený slovenskými kováři a nožíři k 60. výročí vzniku značky Mikov.
Od 1. 8. 2017 se muzeum přestěhovalo z areálu továrny do prostor Městského informačního střediska v Mikulášovicích.

## Nejznámější nože firmy Mikov
- Fixir – lovecký zavírací nůž s pojistkou v celé řadě modifikací.
- List – tzv. EDC nůž. V produkci Mikova představuje významný předěl, zejména použitým materiálem, kterým je poprvé pro sériové nože firmy použitá ocel N690.[11] Firma v srpnu 2016 uvolnila do prodeje i doplňky k noži – střenky, nová pouzdra, uchycení na opasek atd.[12]
- Patron – outdoorový nůž z oceli N690, střenkami z materiálu G10 a s kydexovým pouzdrem.
- Pocket – luxusní série zavíracích nožů ve 3 velikostech (S, M, L) představená na Designbloku v Praze 2015. Autorem designu jsou návrháři Michal Froněk a Jan Němeček ze studia Olgoj Chorchoj. Čepel nože je vyrobena z oceli N690, střenka potom z oceli 420. Jak střenka, tak čepel jsou upraveny technologií DLC. Kolekce získala na Designbloku 2015 cenu za nejlepší nový výrobek[13] a 19. března 2016 pak ocenění "Výrobce roku – Cena za průmyslový design" v rámci udělování cen Czech Grand Design.[14] Pocket se dočkal i mezinárodního ocenění, konkrétně pak ceny Red Dot Award 2016.[15]
- Predator – vyhazovací nůž s celou řadou modifikací.[16][1] Na trhu je od 70. let dvacátého století. Jeho autorem je mikulášovický nožíř Vladimír Trojan.[17] V prosinci 2016 firma uvedla na trh nové verze vyrobené z oceli Böhler N690 – jeden v úpravě stonewash a druhý v černém provedení s povlakem DLC.[18]
- Rescue – záchranářský nůž.[19]
- Rybička – Ojedinělý tvar rukojeti s podobou ryby. Pravděpodobně nejrozšířenější a nejznámější nůž s více než stoletou historií.[20]
- UTON – nůž určený pro Československou lidovou armádu. Prototyp vznikl v roce 1974[21], ve výrobním programu firmy je doposud. jako osobní zbraň jednotlivce. Byl určen pro průzkumné, výsadkové a letecké jednotky na sebeobranu a na bezhlučné zneškodnění nepřítele. Čepel je jednobřitá se středovým hrotem. Hřbet čepele je do její poloviny příčně rýhován a od poloviny zbroušen do falešného ostří. Příčné rýhování slouží jako opěrka palce. V roce 2018 ke 100 výročí vzniku Československa byla vydána limitovaná edice 100 ks UTONů z oceli N690.[22]
- Venado – pevný lovecký nůž s pouzdrem a rukojetí z imitace parohu. Je vyráběn ve dvou variantách – s ozubením na hřbetu čepele[23] a bez něj[23].

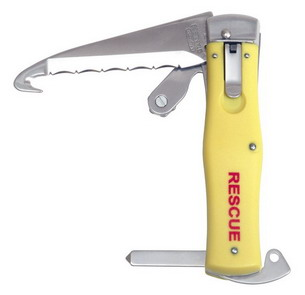
Rescue Mikov
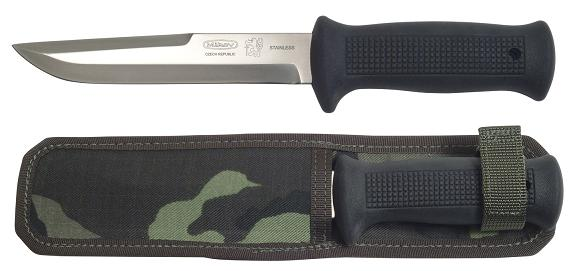
UTON Mikov
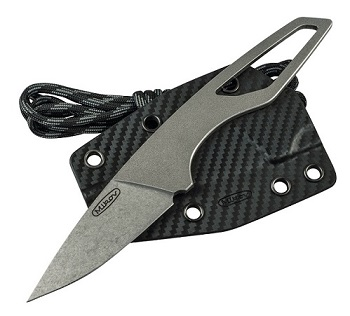
List Mikov
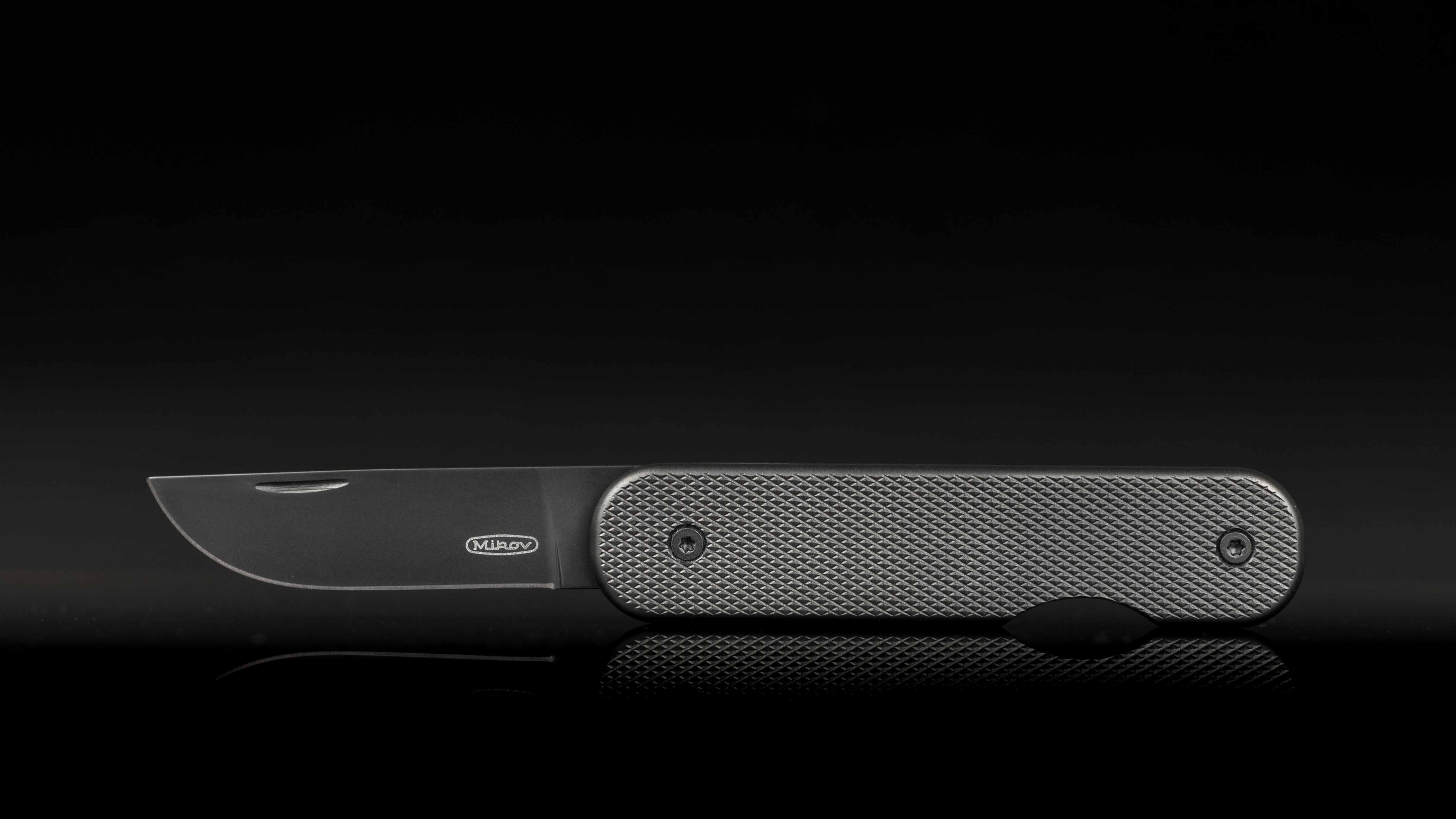
Pocket Mikov
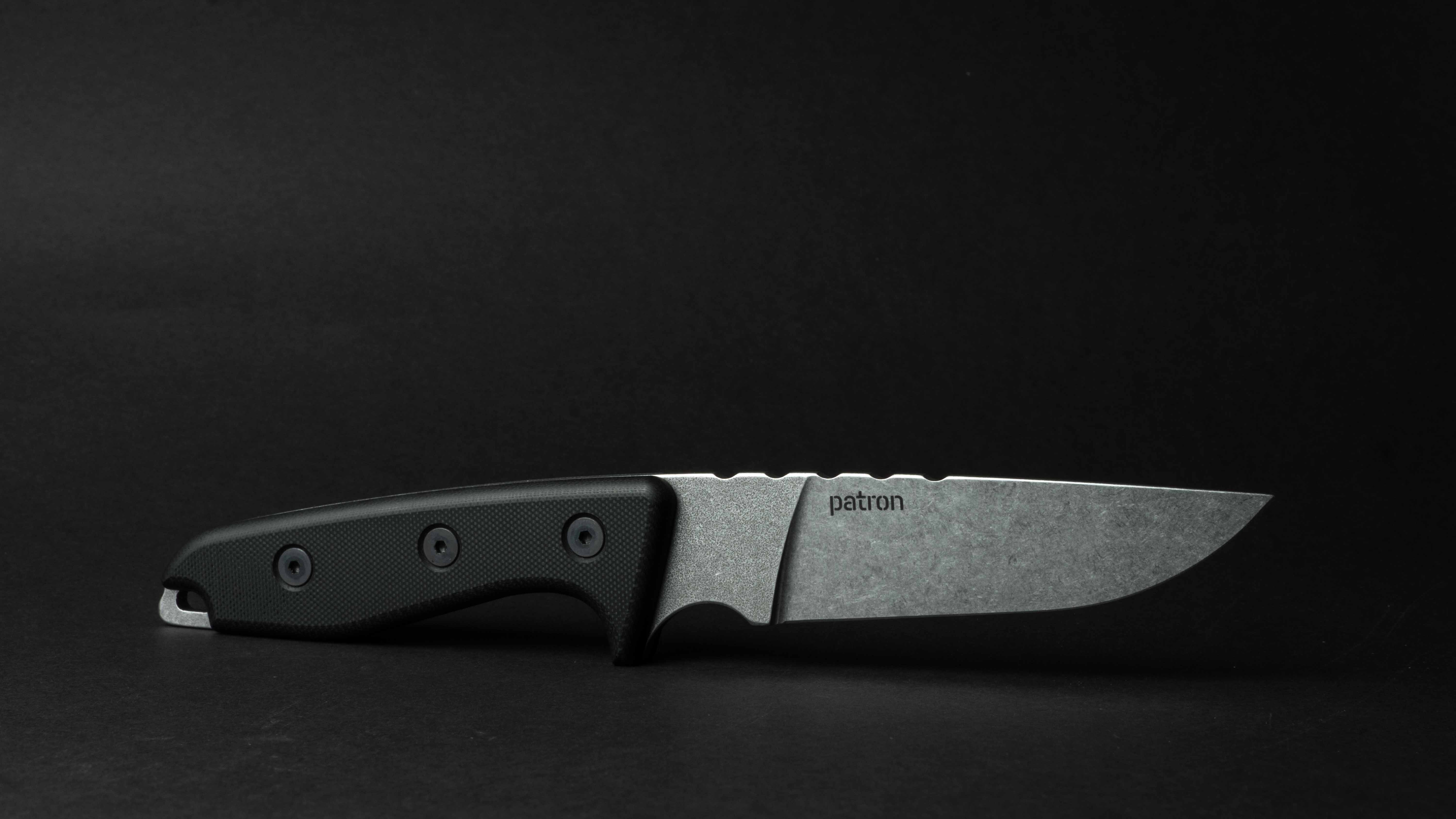
Patron Mikov
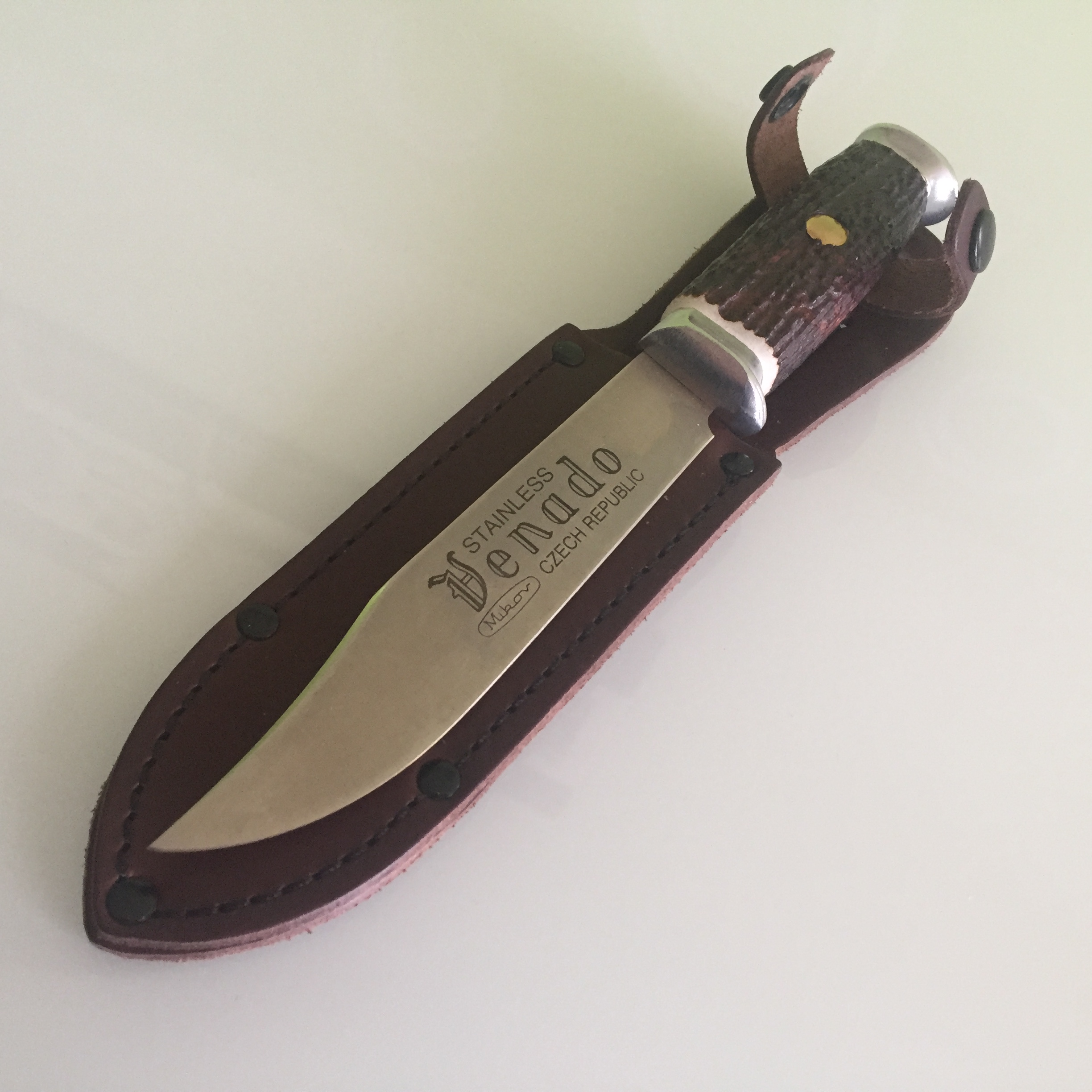
Venado
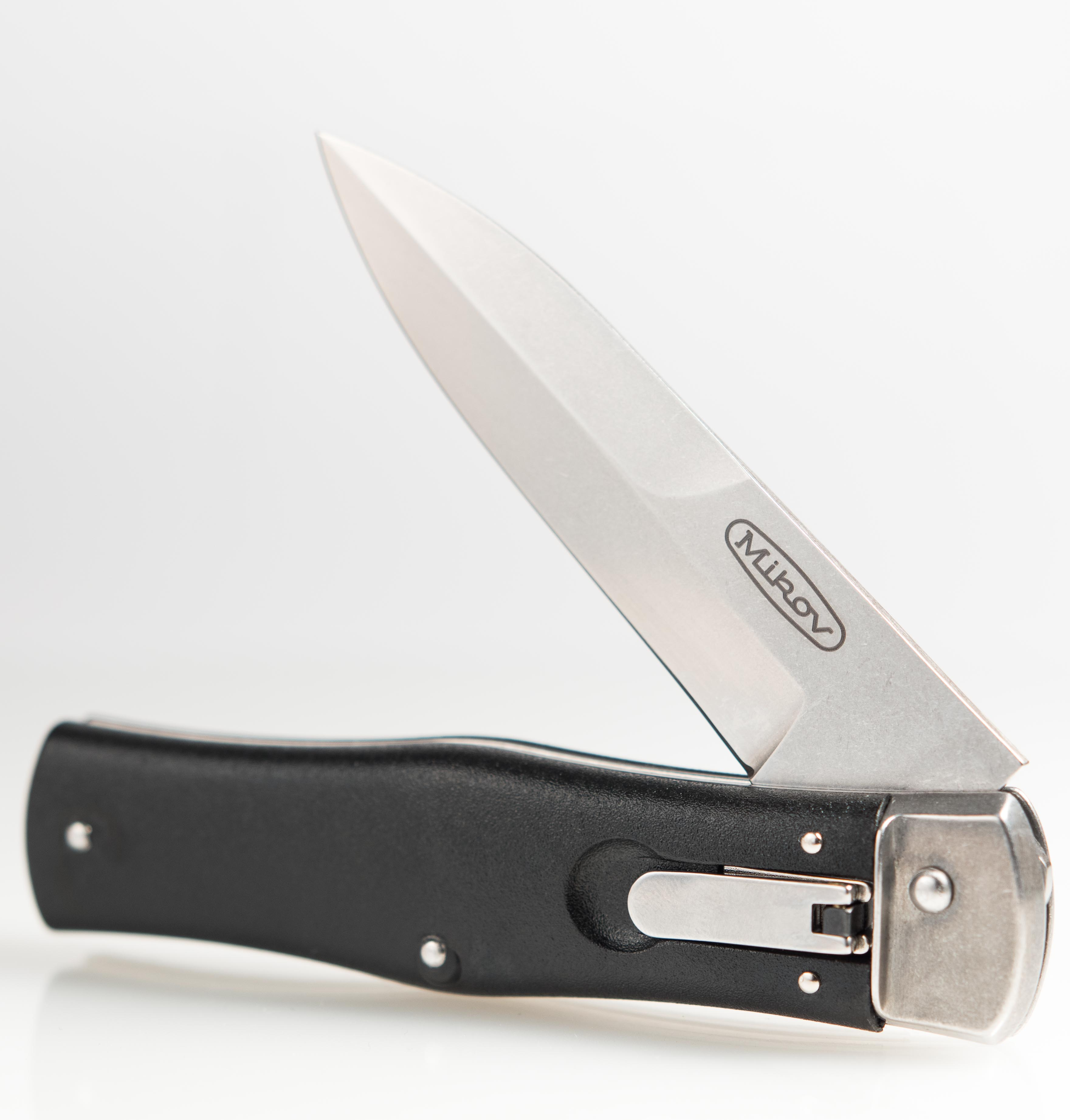
Predator stonewash
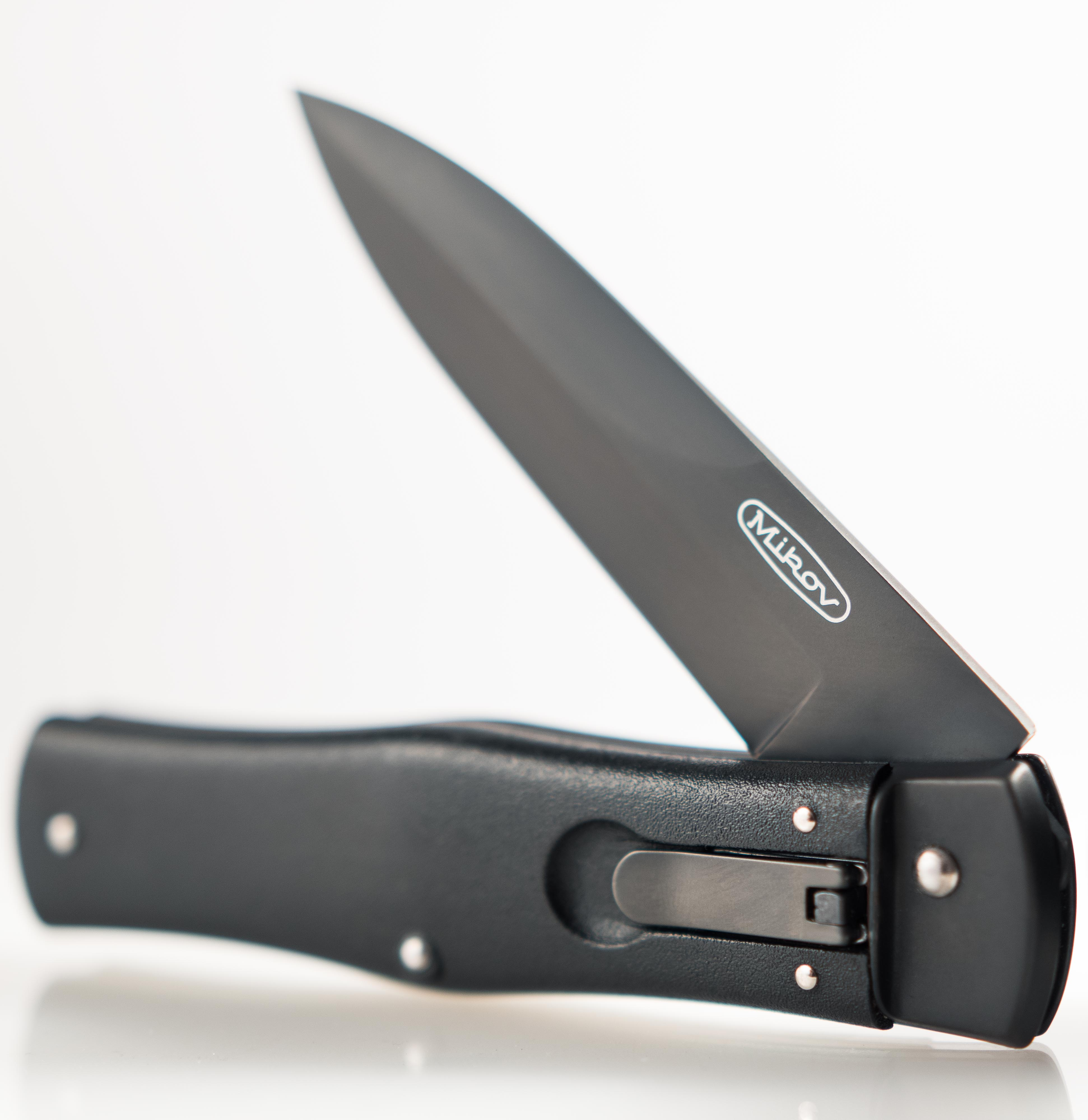
Predator blackout